# Archivio di Stato di Siena
L'Archivio di Stato di Siena si trova in Banchi di Sotto angolo via Rinaldini, nello storico palazzo Piccolomini. Costituisce l'ufficio periferico del Ministero della cultura che per legge conserva la documentazione storica prodotta dagli enti pubblici della provincia di Siena e per deposito volontario, custodia temporanea, donazione o acquisto ogni altro archivio o raccolta documentaria di importanza storica.
Tra i più ricchi d'Italia, contiene documenti che vanno dal 736 all'epoca contemporanea. La collezione fu costituita nel 1775, a partire dai documenti della Repubblica senese e dei governi successivi, e qui allogata nel 1855.

## Storia
L'Archivio di Stato di Siena fu istituito con motu proprio del granduca Leopoldo II il 17 novembre 1858, nel clima di rinnovato fervore per gli studi storici, di cui in Toscana fu animatore Francesco Bonaini. Ebbe sede nel palazzo Piccolomini, dove ancor oggi sono conservate le carte.
Vi furono concentrati tre complessi archivistici: quello delle riformagioni (detto anche archivio del governo), quello dei contratti (o archivio notarile) e il diplomatico. Un notevole incremento del patrimonio documentario si ebbe nel periodo 1863-1875, dovuto alla soppressione di antichi uffici ed alla concentrazione dei loro archivi. Nel 1864 l'Archivio di Stato di Siena si arricchì anche di quelle composizioni pittoriche su tavola, conosciute col nome di tavolette della Biccherna, che costituivano le copertine dei codici delle Biccherne e di altre magistrature del comune medievale senese.
Successivamente la concentrazione del materiale si accentuò non solo con i versamenti di atti appartenenti ad uffici statali, ma anche con l'acquisizione di archivi familiari spontaneamente donati o depositati da privati cittadini.

## Patrimonio

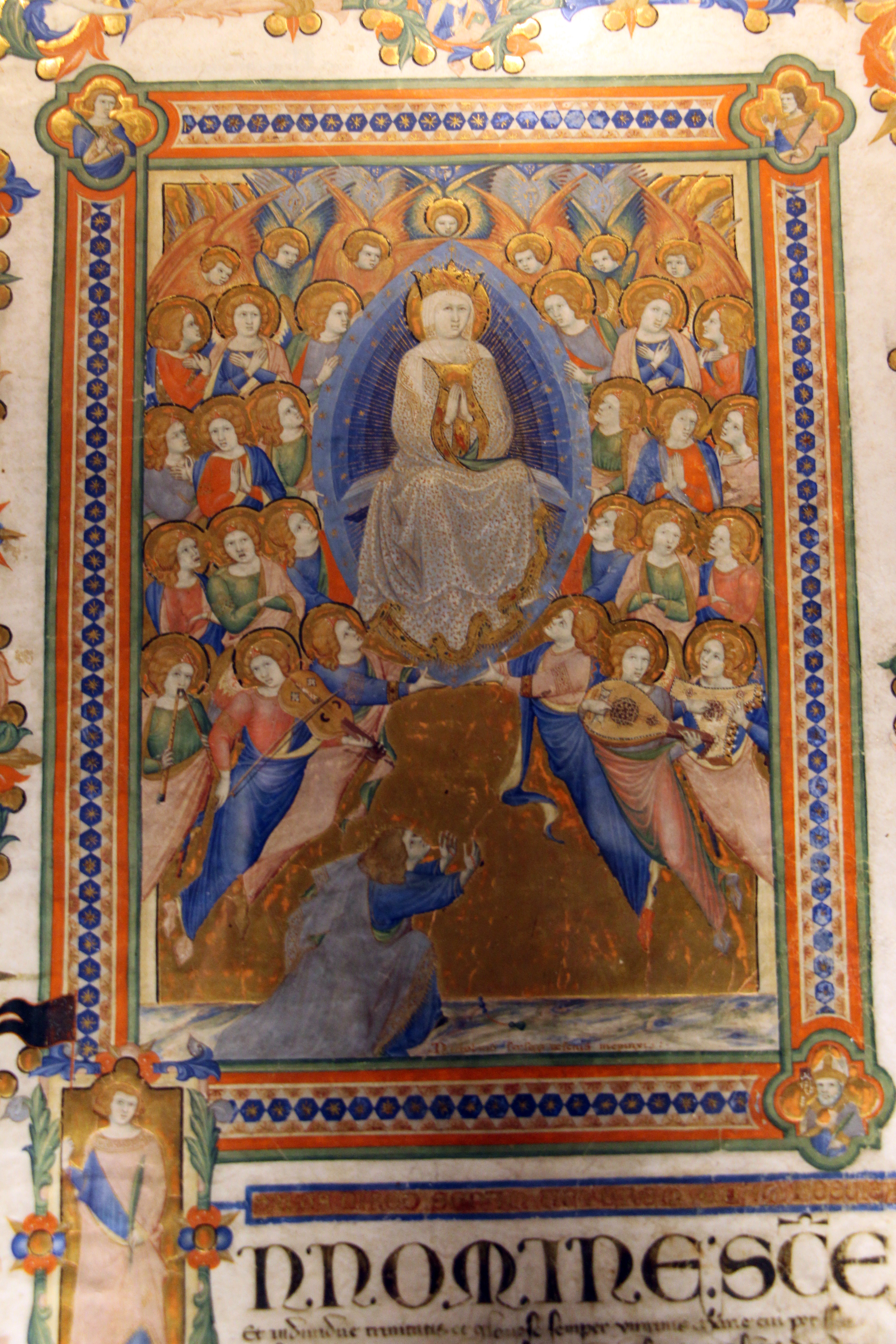
Caleffo bianco o dell'Assunta, con Assunzione della Vergine di Niccolò di ser Sozzo, 1334-36

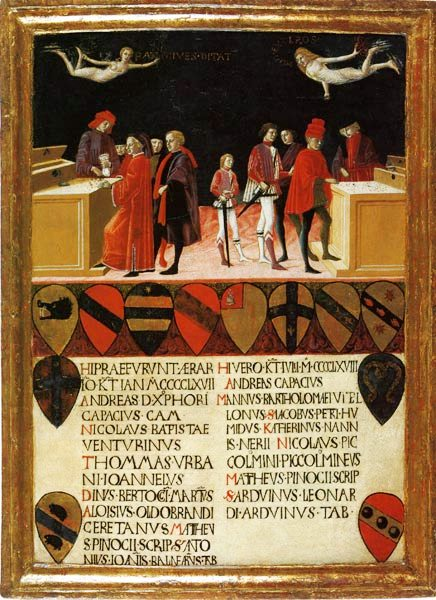
Benvenuto di Giovanni, Le Finanze del Comune in Tempo di Pace e in Tempo di Guerra, 1468

L'Archivio conserva circa 60 000 pergamene, le delibere e gli statuti della Repubblica, i carteggi e gli atti delle amministrazioni giudiziaria, finanziaria (la celebre Biccherna), ecc.
Alcuni tra i documenti più importanti sono esposti a rotazione, in mostre come quella legata ai personaggi della Divina Commedia (autografi di Brunetto Latini e Pier della Vigna, l'alleanza siglata tra Farinata degli Uberti e i ghibellini senesi, le condanne di Casella, di Cecco Angiolieri, i diplomi di Manfredi e Corradino di Svevia...), oppure ai diplomi imperiali (dall'818) o le bolle papali (dal 992).
Vi si conservano, tra l'altro, il testamento di Giovanni Boccaccio, autografi di Pio II, Cesare Borgia, san Francesco di Sales, Isotta da Rimini, Bianca Cappello, Giovanna II di Napoli, Caterina de' Medici, ecc. Tra i carteggi di artisti, lettere di Jacopo della Quercia, il Sodoma, Baldassarre Peruzzi, Sano di Pietro; tra la documentazione di opere famose, quelle legate alla Maestà del Duomo di Siena, la Fonte Gaia, il Pulpito del Duomo di Siena.
Numerosi i documenti che raccontano la storia della città, degli eretici, dei santi, della vita mercantile, dello Studio senese, dell'assedio e presa della città, del dominio mediceo, del Palio. Tra gli statuti miniati celebre è il Caleffo dell'Assunta, opera di Niccolò di ser Sozzo, o lo Statuto di Mercanzia di Sano di Pietro; altre miniature vanno dal XII al XVII secolo.
L'adozione del metodo storico per gli ordinamenti dei fondi ha modificato la primitiva partizione data ai tre complessi archivistici; anche la iniziale divisione in tre sezioni, politica, economica e giudiziaria - che compare ancora nel Manuale del 1910 è stata successivamente abbandonata. Per quanto possibile sono state eliminate antiche miscellanee a suo tempo artificiosamente create; cosicché ciascun fondo archivistico viene ora a rappresentare, nella sua interezza, l'ufficio che lo ha prodotto. Queste trasformazioni trovano corrispondenza in una nutrita collana di inventari, alcuni dei quali sono stati dati anche alle stampe; ricontrollati anche di recente e completati hanno infine potuto dar luogo - raggiunta una conoscenza integrale di tutto il materiale esistente nell'Archivio - a una guida particolare in tre volumi, Guidainventario dell'Archivio di Stato di Siena, pubblicata tra il 1951 e il 1977. L'esistenza di tale strumento di consultazione, assai più analitico, può spiegare infatti in certi casi una descrizione sommaria di istituti e fondi: ciò vale in particolare per il Diplomatico, per gli Archivi notarili e per le Corporazioni religiose. La ricerca su Siena e il suo territorio andrà fatta, ovviamente, anche nell'AS Firenze, in cui si conservano tra l'altro numerose pergamene riguardanti la città e singole località ricomprese nell'attuale provincia, provenienti specialmente da corporazioni religiose.

### Raccolta delle tavolette di Biccherna
Una sala dell'archivio ospita la collezione delle tavolette di Biccherna. Si tratta di coperte lignee dipinte di libri contabili delle amministrazioni finanziarie delle magistrature della Biccherna e della Gabella, spesso opera dei maggiori artisti senesi dell'epoca, che coprono il periodo dal 1258 al 1682. Tra i nomi coinvolti figurano Ambrogio Lorenzetti, Giovanni di Paolo, Taddeo di Bartolo, il Vecchietta, Sano di Pietro, Francesco di Giorgio, Guidoccio Cozzarelli, Domenico Beccafumi.
A queste si aggiungono altre tavolette dai libri dell'ospedale di Santa Maria della Scala e di altri enti e magistrature senesi.